# فیلیپ ترزیان
فیلیپ ترزیان (انگلیسی: Philip Terzian؛ زادهٔ ۵ ژوئیهٔ ۱۹۵۰) روزنامه‌نگار ارمنی‌تبار اهل ایالات متحده آمریکا است. وی نویسنده ارشد ویکلی استاندارد می‌باشد. وی عضو حزب جمهوری‌خواه می‌باشد

## زندگی‌نامه
وی در ۵ ژوئیهٔ ۱۹۵۰ در کنزینگتن، مریلند به دنیا آمد و از دانشگاه ویلانوا و دانشگاه آکسفورد فارغ‌التحصیل شد.  وی هم‌اکنون در اوکتن، ویرجینیا زندگی می‌کند.